# Persone di nome Nikola/Calciatori
| Questa pagina contiene informazioni ricavate automaticamente dalle voci biografiche con l'ausilio del template Bio e di un bot. L'aggiornamento è periodico e automatico e ricostruisce completamente la pagina. Se manca una persona in questa lista, sei pregato di non aggiungerla, ma accertati piuttosto che la sua voce biografica contenga il template Bio e che i dati anagrafici siano correttamente compilati. Se il template Bio manca, inseriscilo tu stesso o, in alternativa, metti l'avviso {{tmp\|Bio}} che ne segnala la mancanza. Se i dati riportati sono sbagliati, correggi direttamente la voce biografica; le modifiche saranno visibili in questa lista entro pochi giorni. Per chiarimenti vedi il progetto antroponimi. La lista contiene solo le 110 persone che sono citate nell'enciclopedia e per le quali è stato implementato correttamente il template Bio. Pagina aggiornata al 22 lug 2025. |

Questa è una lista di persone presenti nell'enciclopedia che hanno il nome Nikola e sono calciatori.

## A(3)
- Nikola Aksentijević, calciatore serbo (Kragujevac, n. 1993)
- Nikola Antić, calciatore serbo (Belgrado, n. 1994)
- Nikola Ašćerić, calciatore serbo (Belgrado, n. 1991)

## B(4)
- Nikola Babić, calciatore jugoslavo (Sveti Juraj, n. 1905 - Zagabria, † 1974)
- Nikola Beljić, ex calciatore serbo (Lazarevac, n. 1983)
- Nikola Bogdanovski, calciatore serbo (Pančevo, n. 1999)
- Nikola Boranijašević, calciatore serbo (Nova Varoš, n. 1992)

## C(1)
- Nikola Cuckić, calciatore serbo (Niš, n. 1997)

## D(3)
- Nikola Dimitrijević, calciatore serbo (Belgrado, n. 1991)
- Nikola Dovedan, calciatore austriaco (Tulln an der Donau, n. 1994)
- Nikola Dukić, calciatore serbo (Belgrado, n. 1998)

## E(1)
- Nikola Eskić, calciatore bosniaco (Bijeljina, n. 1997)

## G(6)
- Nikola Gatarić, calciatore croato (Zagabria, n. 1992)
- Nikola Gino, ex calciatore albanese (Tirana, n. 1970)
- Nikola Gjorgjev, calciatore svizzero (Zurigo, n. 1997)
- Nikola Gligorov, ex calciatore macedone (Skopje, n. 1983)
- Nikola Grubješić, ex calciatore serbo (Šabac, n. 1984)
- Nikola Gulan, ex calciatore serbo (Belgrado, n. 1989)

## I(1)
- Nikola Iliev, calciatore bulgaro (Ruse, n. 2004)

## J(6)
- Nikola Jakimovski, ex calciatore macedone (Kriva Palanka, n. 1990)
- Nikola Jambor, calciatore croato (Koprivnica, n. 1995)
- Nikola Janković, calciatore serbo (Lazarevac, n. 1993)
- Nikola Jerkan, ex calciatore croato (Spalato, n. 1964)
- Nikola Jojić, calciatore serbo (Čačak, n. 2003)
- Nikola Jovanović, ex calciatore jugoslavo (Cettigne, n. 1952)

## K(12)
- Nikola Karaklajić, calciatore serbo (Belgrado, n. 1995)
- Nikola Karčev, ex calciatore macedone (Skopje, n. 1981)
- Nikola Katić, calciatore croato (Ljubuški, n. 1996)
- Nikola Knežević, calciatore serbo (Zemun, n. 2003)
- Nikola Komazec, calciatore serbo (Vrbas, n. 1987)
- Nikola Kotkov, calciatore bulgaro (Sofia, n. 1938 - Sofia, † 1971)
- Nikola Kovačev, calciatore bulgaro (Blagoevgrad, n. 1934 - Sofia, † 2009)
- Nikola Kovačević, calciatore serbo (Kragujevac, n. 1994)
- Nikola Krajinović, calciatore croato (Karlovac, n. 1999)
- Nikola Krčmarević, calciatore serbo (Belgrado, n. 1991)
- Nikola Krstović, calciatore montenegrino (Golubovci, n. 2000)
- Nikola Kuveljić, calciatore serbo (Belgrado, n. 1997)

## L(3)
- Nikola Ladan, ex calciatore e ex giocatore di calcio a 5 svedese (Göteborg, n. 1993)
- Nikola Lazetić, ex calciatore serbo (Kosovska Mitrovica, n. 1978)
- Nikola Leković, calciatore serbo (Belgrado, n. 1989)

## M(12)
- Nikola Maksimović, calciatore serbo (Bajina Bašta, n. 1991)
- Nikola Maraš, calciatore serbo (Belgrado, n. 1995)
- Nikola Matas, ex calciatore croato (Signo, n. 1987)
- Nikola Mijailović, ex calciatore serbo (Zemun, n. 1982)
- Nikola Milanković, calciatore serbo (Spalato, n. 1986)
- Nikola Milenković, calciatore serbo (Belgrado, n. 1997)
- Nikola Mileusnic, calciatore australiano (Adelaide, n. 1993)
- Nikola Miličić, calciatore serbo (Kraljevo, n. 2004)
- Nikola Milojević, ex calciatore serbo (Mladenovac, n. 1981)
- Nikola Mirković, calciatore serbo (Kruševac, n. 1991)
- Nikola Mitrović, ex calciatore serbo (Kruševac, n. 1987)
- Nikola Moro, calciatore croato (Spalato, n. 1998)

## N(2)
- Nikola Nikezić, ex calciatore montenegrino (Titograd, n. 1981)
- Nikola Ninković, calciatore serbo (Bogatić, n. 1994)

## P(10)
- Nikola Perić, calciatore serbo (n. 1992)
- Nikola Petković, ex calciatore serbo (Novi Sad, n. 1986)
- Nikola Petković, calciatore serbo (Belgrado, n. 1996)
- Nikola Petković, calciatore serbo (Zrenjanin, n. 2003)
- Nikola Petrić, calciatore serbo (Čačak, n. 1991)
- Nikola Pokrivač, calciatore croato (Čakovec, n. 1985 - Karlovac, † 2025)
- Nikola Popara, calciatore bosniaco (Trebigne, n. 1992)
- Nikola Popović, calciatore serbo (Bor, n. 1994)
- Nikola Prelčec, calciatore croato (Zaječar, n. 1989)
- Nikola Părčanov, calciatore bulgaro (n. 1934 - † 2014)

## R(4)
- Nikola Radović, calciatore jugoslavo (Podgorica, n. 1933 - † 1991)
- Nikola Rak, calciatore croato (Zagabria, n. 1987)
- Nikola Raoma, ex calciatore figiano (n. 1977)
- Nikola Raspopović, ex calciatore serbo (Belgrado, n. 1989)

## S(12)
- Nikola Sarić, calciatore bosniaco (Sarajevo, n. 1991)
- Nikola Serafimov, calciatore macedone (Skopje, n. 1999)
- Nikola Soldo, calciatore croato (Stoccarda, n. 2001)
- Nikola Srećković, calciatore serbo (Valjevo, n. 1996)
- Nikola Stanković, calciatore serbo (Sombor, n. 1993)
- Nikola Stanković, calciatore serbo (Vrnjačka Banja, n. 2003)
- Nikola Stevanović, calciatore serbo (Niš, n. 1998)
- Nikola Stijepović, calciatore montenegrino (Podgorica, n. 1993)
- Nikola Stipić, ex calciatore jugoslavo (n. 1937)
- Nikola Stojiljković, calciatore serbo (n. 1992)
- Nikola Storm, calciatore belga (Maldegem, n. 1994)
- Nikola Stošić, calciatore serbo (n. 2000)

## T(5)
- Nikola Terzić, calciatore serbo (Jagodina, n. 2000)
- Nikola Tkalčić, calciatore croato (Zagabria, n. 1989)
- Nikola Tolimir, calciatore sloveno (Slovenj Gradec, n. 1989)
- Nikola Tričković, calciatore serbo (Belgrado, n. 1999)
- Nikola Trujić, calciatore serbo (Bor, n. 1992)

## V(13)
- Nikola Valentić, ex calciatore serbo (Čapljina, n. 1983)
- Nikola Vasić, calciatore svedese (n. 1991)
- Nikola Vasilj, calciatore bosniaco (Mostar, n. 1995)
- Nikola Vasiljević, calciatore serbo (Niš, n. 1996)
- Nikola Vasiljević, ex calciatore bosniaco (Zvornik, n. 1983)
- Nikola Vasiljević, calciatore serbo (Lazarevac, n. 1991)
- Nikola Vlašić, calciatore croato (Spalato, n. 1997)
- Nikola Vujadinović, calciatore montenegrino (Belgrado, n. 1986)
- Nikola Vujnović, calciatore montenegrino (Cettigne, n. 1997)
- Nikola Vujović, ex calciatore montenegrino (Cetinje, n. 1981)
- Nikola Vukanac, ex calciatore serbo (Belgrado, n. 1986)
- Nikola Vukčević, ex calciatore montenegrino (Podgorica, n. 1984)
- Nikola Vukčević, calciatore montenegrino (Titograd, n. 1991)

## Z(1)
- Nikola Zečević, calciatore serbo (Kraljevo, n. 2004)

## Ć(2)
- Nikola Ćesarević, ex calciatore serbo (Belgrado, n. 1983)
- Nikola Ćirković, calciatore serbo (Priboj, n. 1991)

## Č(3)
- Nikola Čelebić, ex calciatore montenegrino (Podgorica, n. 1989)
- Nikola Čumić, calciatore serbo (Užice, n. 1998)
- Nikola Čavlina, calciatore croato (Zagabria, n. 2002)

## Đ(3)
- Nikola Đurđić, ex calciatore serbo (Pirot, n. 1986)
- Nikola Đurić, calciatore serbo (Osojane, n. 1989)
- Nikola Đorić, calciatore serbo (Belgrado, n. 2000)

## Š(2)
- Nikola Šipčić, calciatore montenegrino (Priboj, n. 1995)
- Nikola Štulić, calciatore serbo (Sremska Mitrovica, n. 2001)

## Ž(1)
- Nikola Žižić, ex calciatore croato (Spalato, n. 1988)